# Famille Loizillon
 (mars 2021).
Si vous disposez d'ouvrages ou d'articles de référence ou si vous connaissez des sites web de qualité traitant du thème abordé ici, merci de compléter l'article en donnant les références utiles à sa vérifiabilité et en les liant à la section « Notes et références ».
Pour les articles homonymes, voir Loizillon.
La famille Loizillon est une famille originaire du Tyrol, fixée en Lorraine à la fin du XVIIe siècle (région de Briey), elle a donné le jour à des militaires, des ingénieurs et des artistes français. Le général et ministre Julien Loizillon n'est pas apparenté à cette famille.

## Militaires
- Dominique Loizillon (1794-1867), polytechnicien (X 1813), lieutenant-colonel d'artillerie.
- Henri Loizillon (1826-1885), saint-cyrien, lieutenant-colonel d'état-major, auteur des Lettres sur le Mexique et des Lettres de Crimée.
- Georges Loizillon (1878-1960), saint-cyrien, colonel de cavalerie, commandant du 507e régiment de chars de combat.
- Hubert Loizillon (1910-1992), son fils, général de brigade aérienne, créateur des transmissions aériennes militaires en France.

## Ingénieurs
- Albert Loizillon (1874-1940), polytechnicien (X 1895), ingénieur en chef de la Compagnie des chemins de fer de l'est.
- André Loizillon (1904-1990), son fils, polytechnicien (X 1922), fondateur du groupe X-Crise.
- Maurice Loizillon (1912-2006), fils de Georges, centralien, industriel.

## Autres
- Jacques Loizillon (1776-1854), industriel, conseiller général de la Meuse sous la monarchie de Juillet.
- Marie Loizillon (1820-1907), sœur du lieutenant-colonel Henri Loizillon, inspectrice générale des écoles maternelles. Familière de la cour des Tuileries sous Napoléon III.
- Dominique Loizillon, né en 1952, fils de Maurice Loizillon. Commissaire-priseur, expert près la Cour d'appel d'Amiens.
- Christophe Loizillon, (né en 1953) fils de Maurice Loizillon. Cinéaste français contemporain.